# Abu Ubayda ibn al-Jarrah

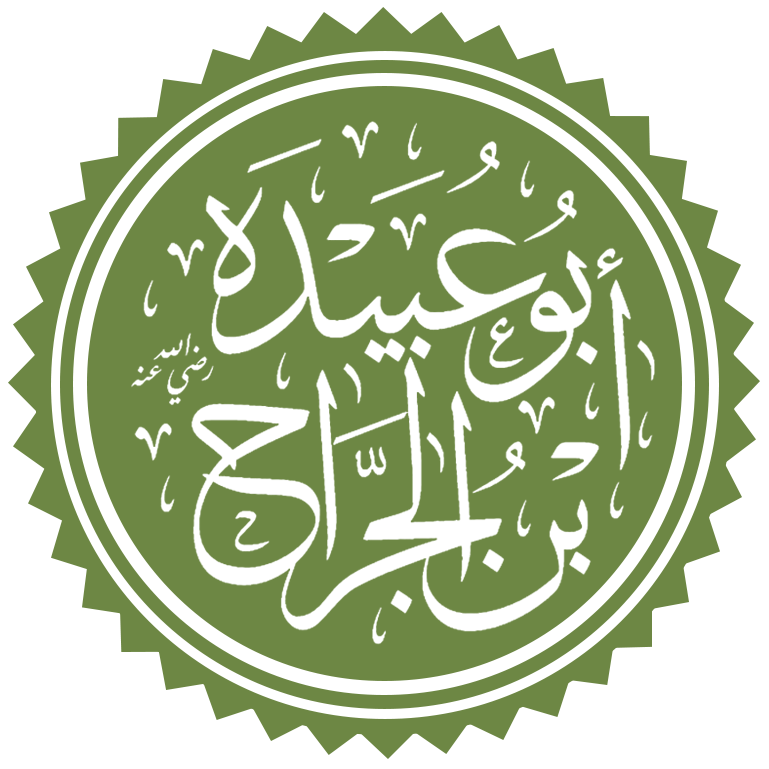

Abu Ubayda ibn al-Jarrah (Arabisch: أبو عبيدة بن الجراح) (ca. 581 - ca. 639) was een van de naaste metgezellen van Mohammed en is tevens volgens de islamitische traditie een van de tien personen van wie getuigd werd dat zij voor het Paradijs zijn bestemd.
Abu Ubayda ibn al-Jarrah is de tiende bekeerling die door toedoen van Aboe Bakr tot de islam is overgegaan. Hij zou toen ongeveer 31 jaar oud zijn. Ook behoorde hij tot de groep moslims die in 615 naar Ethiopië emigreerde en later weer terugkeerde naar Medina.
Zijn werkelijk naam is Âmir ibn Abdallah ibn Jarrah. Abu Ubayda nam deel aan alle oorlogen van de moslims en doodde bij de Slag van Badr zijn eigen vader.
Abu Ubayda staat bekend om zijn moedigheid en grote liefde voor Mohammed. Zo trok hij tijdens de Slag bij Uhud met zijn tanden twee ijzeren ringen uit het verwonde gezicht van de profeet, waardoor hij twee tanden brak.
Tijdens het kalifaat van Omar werd hij als commandant aangesteld tegen het leger van
Damascus.
Onder het volk maakte hij door zijn oprechtheid en rechtvaardigheid een grote indruk waardoor velen van de bevolking zich tot de islam bekeerden.
Op ongeveer 58-jarige leeftijd zou hij gestorven zijn en is hij in Balka, in Jordanië begraven.
Abû Bakr As-Siddîq · ʿUmar ibn al-Khattâb · ʿUthmân ibn Affân · ʿAlî ibn Abî Tâlib · Talha ibn ʿUbayd Allâh · Zubayr ibn al-Awwâm · ʿAbdur Rahman ibn ʿAwf · Saʿd ibn Abi Waqqâs · Abu Ubayda ibn al-Jarrah · Saʿîd ibn Zayd